# Calomarde
Calomarde är en kommun i Spanien.   Den ligger i provinsen Provincia de Teruel och regionen Aragonien, i den centrala delen av landet, 180 km öster om huvudstaden Madrid. Arean är 28,0 kvadratkilometer.
Terrängen i Calomarde är huvudsakligen kuperad, men åt sydväst är den platt.